# Campionato americano maschile di pallacanestro 1993
Il 6º Campionato Americano Maschile di Pallacanestro FIBA (noto anche come Torneo delle Americhe 1993) si è svolto dal 28 agosto al 5 settembre 1993 a San Juan, in Porto Rico.
I Campionati americani maschili di pallacanestro sono una manifestazione biennale tra le squadre nazionali organizzato dalla FIBA Americas.

## Squadre partecipanti
| Gruppo A                                                       | Gruppo B                                           |
| -------------------------------------------------------------- | -------------------------------------------------- |
| - Brasile - Rep. Dominicana - Panama - Stati Uniti - Venezuela | - Argentina - Canada - Cuba - Porto Rico - Uruguay |

## Turno preliminare

### Gruppo A
| Squadra         | Pt | G | V | P | PF  | PS  | Diff |
| --------------- | -- | - | - | - | --- | --- | ---- |
| Brasile         | 7  | 4 | 3 | 1 | 354 | 344 | +10  |
| Stati Uniti     | 7  | 4 | 3 | 1 | 391 | 384 | +7   |
| Panama          | 6  | 4 | 2 | 2 | 343 | 346 | -3   |
| Venezuela       | 6  | 4 | 2 | 2 | 344 | 338 | +6   |
| Rep. Dominicana | 4  | 4 | 0 | 4 | 340 | 360 | -20  |

28 agosto 1993
| Stati Uniti | 101–99 | Panama  |
| Venezuela   | 98–83  | Brasile |

29 agosto 1993
| Stati Uniti | 102–99 | Rep. Dominicana |
| Panama      | 80–76  | Venezuela       |

30 agosto 1993
| Brasile     | 84–80 | Rep. Dominicana |
| Stati Uniti | 97–85 | Venezuela       |

31 agosto 1993
| Venezuela | 85–78 | Rep. Dominicana |
| Brasile   | 86–75 | Panama          |

1º settembre 1993
| Brasile | 101–91 | Stati Uniti     |
| Panama  | 89–83  | Rep. Dominicana |

### Gruppo B
| Squadra    | Pt | G | V | P | PF  | PS  | Diff |
| ---------- | -- | - | - | - | --- | --- | ---- |
| Argentina  | 7  | 4 | 3 | 1 | 351 | 335 | +16  |
| Porto Rico | 7  | 4 | 3 | 1 | 392 | 292 | +100 |
| Canada     | 7  | 4 | 3 | 1 | 355 | 345 | +10  |
| Cuba       | 5  | 4 | 1 | 3 | 343 | 369 | -26  |
| Uruguay    | 4  | 4 | 0 | 4 | 314 | 414 | -100 |

28 agosto 1993
| Argentina  | 93–83  | Canada  |
| Porto Rico | 128–62 | Uruguay |

29 agosto 1993
| Cuba   | 90–76 | Uruguay    |
| Canada | 79–76 | Porto Rico |

30 agosto 1993
| Argentina | 92–84  | Cuba    |
| Canada    | 102–86 | Uruguay |

31 agosto 1993
| Porto Rico | 110–79 | Cuba    |
| Argentina  | 94–90  | Uruguay |

1º settembre 1993
| Porto Rico | 78–72 | Argentina |
| Canada     | 91–90 | Cuba      |

## Tabellone finale

### Fase eliminazione diretta
|  | Quarti      | Quarti      |             |         | Semifinale         | Semifinale         |  |  | Finale | Finale |
|  |             |             |             |         |                    |                    |  |  |        |        |
|  |             |             |             |         |                    |                    |  |  |        |        |
|  |             |             |             |         |                    |                    |  |  |        |        |
|  | Brasile     | 99          |             |         |                    |                    |  |  |        |        |
|  | Brasile     | 99          |             |         |                    |                    |  |  |        |        |
|  | Cuba        | 88          |             |         |                    |                    |  |  |        |        |
|  | Cuba        | 88          | Brasile     | 97      |                    |                    |  |  |        |        |
|  |             |             | Brasile     | 97      |                    |                    |  |  |        |        |
|  |             | Porto Rico  | 111         |         |                    |                    |  |  |        |        |
|  | Panama      | Porto Rico  | 111         | 73      |                    |                    |  |  |        |        |
|  | Panama      |             |             | 73      |                    |                    |  |  |        |        |
|  | Porto Rico  | 90          |             |         |                    |                    |  |  |        |        |
|  | Porto Rico  | 90          | Porto Rico  | 95      |                    |                    |  |  |        |        |
|  |             |             | Porto Rico  | 95      |                    |                    |  |  |        |        |
|  |             | Stati Uniti | 109         |         |                    |                    |  |  |        |        |
|  | Stati Uniti | Stati Uniti | 109         | 87      |                    |                    |  |  |        |        |
|  | Stati Uniti |             |             | 87      |                    |                    |  |  |        |        |
|  | Canada      | 73          |             |         |                    |                    |  |  |        |        |
|  | Canada      | 73          | Stati Uniti | 123     | Finale terzo posto | Finale terzo posto |  |  |        |        |
|  |             |             | Stati Uniti | 123     | Finale terzo posto | Finale terzo posto |  |  |        |        |
|  |             | Argentina   | 107         |         |                    |                    |  |  |        |        |
|  | Argentina   | Argentina   | 107         | 93      | Argentina          | 98                 |  |  |        |        |
|  | Argentina   |             |             | 93      | Argentina          | 98                 |  |  |        |        |
|  | Venezuela   | 82          |             | Brasile | 91                 |                    |  |  |        |        |
|  | Venezuela   | 82          |             |         | 91                 |                    |  |  |        |        |
|  |             |             |             |         |                    |                    |  |  |        |        |
|  |             |             |             |         |                    |                    |  |  |        |        |

### Fase 5º/8º posto
|  | Torneo di qualificazione | Torneo di qualificazione | Torneo di qualificazione |           |      | Quinto posto  | Quinto posto  | Quinto posto  |  |
|  |                          |                          |                          |           |      |               |               |               |  |
|  | Cuba                     | Cuba                     | 96                       |           |      |               |               |               |  |
|  | Cuba                     | Cuba                     | 96                       |           |      |               |               |               |  |
|  | Panama                   | Panama                   | 83                       |           |      |               |               |               |  |
|  | Panama                   | Panama                   | 83                       |           | Cuba | Cuba          | 103           |               |  |
|  |                          |                          |                          |           | Cuba | Cuba          | 103           |               |  |
|  |                          |                          | Venezuela                | Venezuela | 98   |               |               |               |  |
|  | Canada                   | Canada                   | Venezuela                | Venezuela | 98   | 86            |               |               |  |
|  | Canada                   | Canada                   |                          |           |      | 86            |               |               |  |
|  | Venezuela                | Venezuela                | 94                       |           |      | Settimo posto | Settimo posto | Settimo posto |  |
|  | Venezuela                | Venezuela                | 94                       |           |      |               |               |               |  |
|  |                          |                          |                          |           |      |               |               |               |  |
|  |                          |                          |                          |           |      | Panama        | Panama        | 90            |  |
|  |                          |                          |                          |           |      | Panama        | Panama        | 90            |  |
|  |                          |                          |                          |           |      | Canada        | Canada        | 96            |  |

## Classifica finale
| Campione d'America | Campione d'America | Campione d'America |
| --- | ------------------ | --- |
| Stati Uniti4 White, 5 Weems, 6 Neal, 7 Recasner, 8 Mason, 9 Jordan, 10 Ellis, 11 Jent, 12 T. Martin, 13 Rahilly, 14 B. Martin, 15 Copa, All. Mike Thibault |                    | |
| Argento | Porto Rico         | Porto Rico4 Ortiz, 5 López, 6 Borges, 7 Allende, 8 Mincy, 9 Carter, 10 Colón, 11 Rodríguez, 12 M. Morales, 13 de León, 14 Casiano, 15 Pérez, All. Carlos Morales         |
| Bronzo | Argentina          | Argentina4 Dominé, 5 Tourn, 6 Villar, 7 Farabello, 8 Romano, 9 Milanesio, 10 Espil, 11 Osella, 12 Uranga, 13 Montenegro, 14 Pérez, 15 Wolkowyski, All. Guillermo Vecchio |
| 4. | Brasile            | Brasile4 Chuí, 5 Ratto, 6 Olívia, 7 Pipoka, 8 Ferreira, 9 Demétrius, 10 Maury, 11 Fernando Minucci, 12 Josuel, 13 Janjão, 14 Rogério, 15 Luisão, All. Ênio Vecchi        |
| 5. | Cuba               | Cuba4 Caballero, 5 Abreu, 6 Amaro, 7 Núñez, 8 Díaz, 9 Herrera, 10 Pérez, 11 Borrell, 12 Rivero, 13 Cobarrubia, 14 Matienzo, 15 Guibert, All. Miguel Calderón             |
| 6. | Venezuela          | Venezuela4 Díaz, 5 Portillo, 6 Becker, 7 Solórzano, 8 R. González, 9 Crespo, 10 Shepherd, 11 Medina, 12 V. González, 13 Estaba, 14 Olivares, 15 Walcott, All. Julio Toro |
| 7. | Canada             | Canada4 Vickery, 5 McMahon, 6 Nash, 7 Turcotte, 8 Barrett, 9 Llewellyn, 10 Hallas, 11 Walton, 12 Njoku, 13 Foreman, 14 Wilson, 15 VanKoughnett, All. Ken Shields         |
| 8. | Panama             | Panama4 Fiss, 5 Yearwood, 6 Grant, 7 Ellis, 8 Myers, 9 Jackson, 10 Gálvez, 11 Frazer, 12 Martínez, 13 Rockshead, 14 Garcés, 15 Butler, All. Flor Meléndez                |
| 9. | Rep. Dominicana    | Rep. Dominicana4 Baker, 5 Hansen, 6 Pérez, 7 Molina, 8 Chacón, 9 Mercedes, 10 Regús, 11 Muñoz, 12 Horford, 13 López, 14 Espinal, 15 Vargas, All. Héctor Báez             |
| 10. | Uruguay            | Uruguay4 López, 5 Acosta, 6 Pierri, 7 Pereyra, 8 Mayor, 9 Rivera, 10 Capalbo, 11 Losada, 12 Szczygielski, 13 Laborda, 14 Tucuna, 15 Garcín, All. Víctor Hugo Berardi     |